# Eugorgia aurantiaca
Eugorgia aurantiaca är en korallart som först beskrevs av Horn 1860.  Eugorgia aurantiaca ingår i släktet Eugorgia och familjen Gorgoniidae. Inga underarter finns listade i Catalogue of Life.